# 中村愛美 (キャスター)
中村 愛美（なかむら まなみ、1982年12月8日 - ）は、TBSラジオの交通情報キャスター。元TBS954情報キャスター（現在はTBSラジオキャスター）。東京都出身。既婚。

## 経歴
- 2004年4月、954情報キャスターとして活動を始める[1]。
- 2010年12月31日、第1子出産準備のために退職する。
- 2012年4月6日、TBSラジオ交通情報キャスター（警視庁担当）に復帰する。
- 2013年9月末から第2子出産のために産休に入る。
- 2014年4月10日、産休から復帰する。
- 2019年5月 - 7月・2023年4月下旬 - 10月上旬にもそれぞれ第3子・第4子の出産のため産休を取っている。

## 人物
- 2011年2月27日の『爆笑問題の日曜サンデー』で、女児を出産したと公表した。2013年12月にtwitterで第2子男児を出産したと公表した。
- 親しみやすい性格の持ち主で、『生島ヒロシのおはよう定食』の平日1回目午前5時25分頃の交通情報で中村が担当の際に、生島が「おーい、中村君！」と呼び掛け、中村が「何だい、ヒロシ君！ おはようございます」と答える掛け合いが通例となっている。

## 現在の出演番組
- TBSラジオ交通情報（警視庁担当、2014年4月10日 - ）

## 過去の出演番組
- TBSラジオ交通情報（警視庁担当、2010年12月末まで、2012年4月6日 - 2013年9月30日）
- 毒蝮三太夫のミュージックプレゼント（アシスタント）
- 土曜朝イチエンタ。堀尾正明+PLUS!（「人権TODAY」のコーナー担当）
- 爆笑問題の日曜サンデー（「週末版TBSラジオショッピング」のコーナー担当）
- 土曜ワイドラジオTOKYO 永六輔その新世界（「乙女探険隊」「道の駅」のコーナー等担当）
- 中村尚登 ニュースプラザ（「人権TODAY」のコーナー担当）
- クラブ954スペシャル
- たまむすび「桃屋のかんたんレシピ」のコーナー（2021年1月18日 - 2023年3月31日、不定期）